# 瑶山山黑豆
瑶山山黑豆（学名：Dumasia nitida）为豆科山黑豆属下的一个种。

## 扩展阅读
- 維基物種上的相關：瑶山山黑豆